# San Francesco delle Monache (Nápoly)
A San Francesco delle Monache templom Nápoly történelmi központjában.

## Története
Az első templomot e helyen 1325-ben építették Anjou Róbert megbízásából klarissza apácák számára. 1646-ban barokk stílusban teljesen újjáépítették, majd a 18. században alakították ki a ma is látható homlokzatot. Amikor 1805-ben betiltották a rendet, a hozzá tartozó épületből előbb katonai parancsnokság lett, majd leányiskolává, végül bérpalotává alakították át.

## Leírása
A templomot jelentősen átépítették a 18. században, így eredeti, középkori vonásai eltűntek. Vasrácsos bejáratát Bartolomeo Vecchione tervei alapján készítette Crescenzo Torchese. A templom egyhajós, három oldalkápolnával és még őrzi az eredeti stukkózást. A márvány főoltárt, ami szintén Torchese alkotása volt, szétdarabolták és ellopták. Az oltár két oldalán reneszánsz síremlékek állnak. A templom 2010 óta restaurálás alatt áll.